# ドラゴンストーム (映画)
『ドラゴンストーム』（原題：Dragon Storm, Dragon Quest) は、2004年1月24日アメリカのSyfyで放映されたテレビ映画。
日本では劇場未公開で、2004年9月3日にオリジナルビデオとしてリリースされた。

## キャスト
| 役名             | オリジナル英語版 俳優            | 日本語ソフト吹き替え版                                                                                        |
| ---------------- | -------------------------------- | --- |
| サイラス         | マックスウェル・コールフィールド | 森川智之 |
| メディーナ姫     | エンジェル・ボリス               | 三石琴乃 |
| セルダグ         | トニー・アメンドラ               | 稲葉実 |
| レメガー         | リチャード・ハート               | 飛田展男 |
| リン             | ウォン・ヤング・パーク           | 安齋龍太 |
| ネッサ           | イスクラ・アンジェロベ           | 甲斐田裕子 |
| ウルフィアス     | タイロン・ピンカム               | 前野智昭 |
| ゲルマロ         | イバイロ・ゲラスコフ             | 前野智昭 |
| ファストラド王   | ジョン・リス＝デイヴィス         | 内海賢二 |
| ウェンズベリー王 | ジョン・ハンソン                 | 中博史 |
| 追加の声         |                                  | 堀越省之助 澤田将考 宇乃音亜季 小松史法 間宮康弘 杉山大 竹内良太 小菅達也 松原大典 大内和代 小松加奈 堂坂晃三 |

## スタッフ

### 日本語版制作スタッフ
- 演出：渋江博之
- 翻訳：佐藤真紀
- 調整：加藤剛
- 収録：AMGスタジオ
- 制作：AMGスタジオ（担当：中村嘉男）